# Åminne (roman)
Åminne är en svensk roman av Sven Delblanc, publicerad 1970. Den utgör den första i den så kallade Hedebysviten, där Delblanc skildrar sin uppväxt i Vagnhärad i Sörmland, åren 1937–1945. Romansviten utgör underlag för TV-serien Hedebyborna. De övriga romanerna är Stenfågel (1973), Vinteride (1974) och Stadsporten (1976).
Romanen Åminne nominerades till Nordiska rådets litteraturpris för 1971 (som gavs till Klaus Rifbjerg för romanen Anna (jag) Anna).

## Handling
Det är 1937 och det lantliga Hedeby befinner sig i en övergångstid mellan det gamla privilegiesamhället och det nya folkhemmet. Till Hedeby anländer Carl Sebastian "Mon Cousin" Urse, oäkta kusin till baron på Valla, för att sätta sig in i sin kusins ekonomiska bekymmer. En sista rest av det gamla bondesamhället är den årliga årensningen när Sillerån ska rensas. Att få vara en av de tre på flotten är ett hedersuppdrag och, för 19-årige Erik, en manbarhetsrit. Han är nämligt hemligt förälskad i fyllbulten Svenssons 17-åriga dotter Märta och kanske kan hans medverkan få henne intresserad av honom. Baron Urse står på ruinens brant men kämpar för att hålla fasaden uppe. I ett försök till närmande mellan folket och aristokratin utnämner han sig själv till försteman på flotten.